# Aristolochia minutiflora
Aristolochia minutiflora Ridl. ex Gamble – gatunek rośliny z rodziny kokornakowatych (Aristolochiaceae Juss.). Występuje naturalnie w Malezji oraz na wyspie Borneo.

## Morfologia
PokrójBylina o pnących i trwałych pędach. Dorasta do 10 m wysokości.
LiścieSą potrójnie klapowane. Mają owalny kształt. Mają 12–14 cm długości oraz 5,5–7 cm szerokości. Nasada liścia ma sercowaty kształt. Całobrzegie, z tępym lub spiczastym wierzchołkiem. Ogonek liściowy jest nagi i ma długość 2–7 cm.
KwiatyZebrane są w gronach o długości 3,5 cm. Mają zieloną i czerwoną barwę. Łagiewka jest prawie kulista lub jajowata.
OwoceTorebki o podłużnie odwrotnie jajowatym kształcie. Mają 1,7–2,5 cm długości i 1,2 cm średnicy.

## Biologia i ekologia
Rośnie w wiecznie zielonych lasach. Występuje na wysokości do 1300 m n.p.m.